# Белу-Монти (ГЭС)
ГЭС Белу-Монти (порт. UHE de Belo Monte) — крупный комплекс гидроэлектростанций в штате Пара (Бразилия) с установленной мощностью 11,2 ГВт, расположен на притоке Амазонки реке Шингу около города Алтамира.

## История
Первоначальный проект станции 70-х годов 20-века предполагал строительство русловой ГЭС на том же участке реки, где построена современная станция. По проекту размер водохранилища должен был составлять 1250 км2, но под давлением защитников окружающей среды проект был пересмотрен в начале XXI века в пользу комплекса ГЭС с меньшей площадью затопляемых территорий.

### Строительство

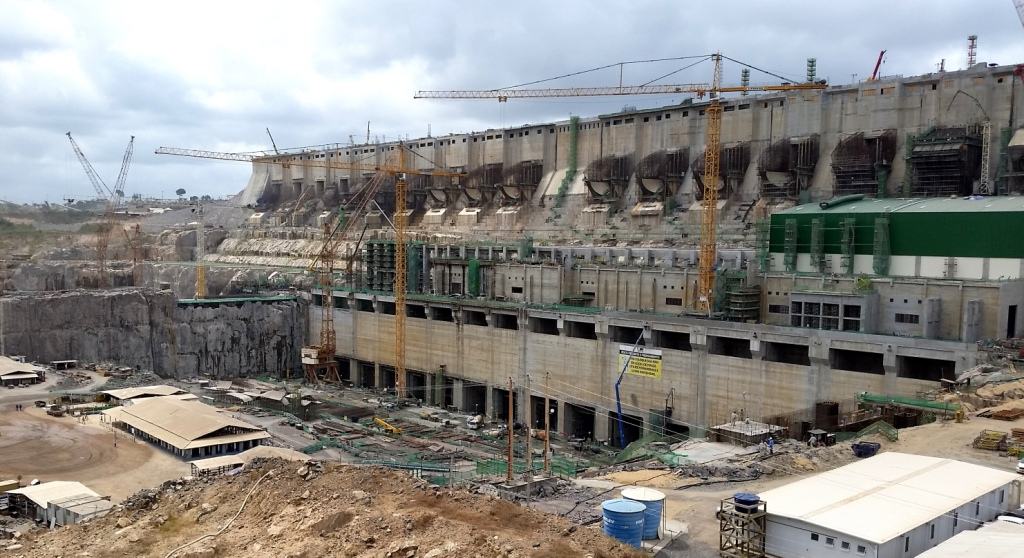
Строительство ГЭС в 2015 году

Разрешение на заполнение деривационного водохранилища было получено осенью 2015 года, заполнение соединительного канала было начато в декабре того же года. Водохранилище и отводной канал машинного зала ГЭС Белу Монти в нижнем бьефе были заполнены в январе—феврале 2016 года. Пуск первых двух гидроагрегатов был запланирован на март 2016 года, однако его перенесли на 2 месяца. Станция была торжественно введена в эксплуатацию 5 мая 2016 года, в присутствии президента Дилмы Руссеф. По состоянию на июнь 2019 года, действовали 14 гидроагрегатов главного машинного зала, а также вспомогательная ГЭС Пиментал;  установленная мощность ГЭС достигла 8555.5 МВт. На полною мощность ГЭС заработала 27 ноября того же года.

## Основные сведения
Основные сооружения комплекса ГЭС включают в себя:
- вспомогательную русловую плотину Пиментал с 6 генераторами по 38,9 МВт, высота 36 м, длина 6,5 км;
- деривационный канал длиной 20 км, шириной 400 м, глубиной 23 м, соединяющий водохранилище Пиментал с искусственным водохранилищем основного гидроузла Белу Монти;
- искусственное водохранилище Дос Канаис (порт. Dos Canais) формируется в стороне от русла реки с помощью 28 вспомогательных дамб;
- плотина основного гидроузла Белу Монти состоит из станционной бетонно-гравитационной плотины и каменно-набросных плотин;
- машинный зал ГЭС Белу Монти, оборудованный 18 турбинами Френсиса с мощностью генераторов 611 МВт;
- гидроузел Белу Виста с дополнительным водосбросом;

Гидроузел располагается на участке реки со среднегодовым расходом 8670 м³⁄сек, в деривационный канал планируется отводить часть стока в среднем 7800 м³⁄сек. Санитарный минимум пропуска воды в основное русло составляет 700 м³⁄сек.
Общая площадь водохранилищ комплекса составляет по проекту 448 км2, после завершения строительства КИУМ станции составит 39 %, последний показатель планируется улучшить путём строительства регулирующих гидроузлов в верхнем течении реки Шингу и на её притоке Ирири.